# Recuerdo (tango)
Recuerdo es un tango cuya letra pertenece a Eduardo Moreno  en tanto que la música es de Osvaldo Pugliese. 
Fue publicado en 1924 y lo estrenó el cuarteto del bandoneonista Juan Fava, en el café Mitre de Villa Crespo. La primera grabación es del 9 de diciembre de 1926 por la orquesta de Julio De Caro, solo instrumental, y del año siguiente es la primera grabación cantada, en la voz de Rosita Montemar acompañada por músicos del sello RCA Victor. 

## Los autores
Eduardo Moreno ( Buenos Aires Argentina, 27 de septiembre de 1906 – ídem, 12 de julio de 1997 ) fue un poeta conocido por haber escrito letras de tango, entre las que se encuentran las de Recuerdo. También fue periodista del diario Última Hora y crítico teatral.
Osvaldo Pedro Pugliese (Buenos Aires, 2 de diciembre de 1905 – 25 de julio de 1995) fue un pianista, director y compositor argentino dedicado al tango.

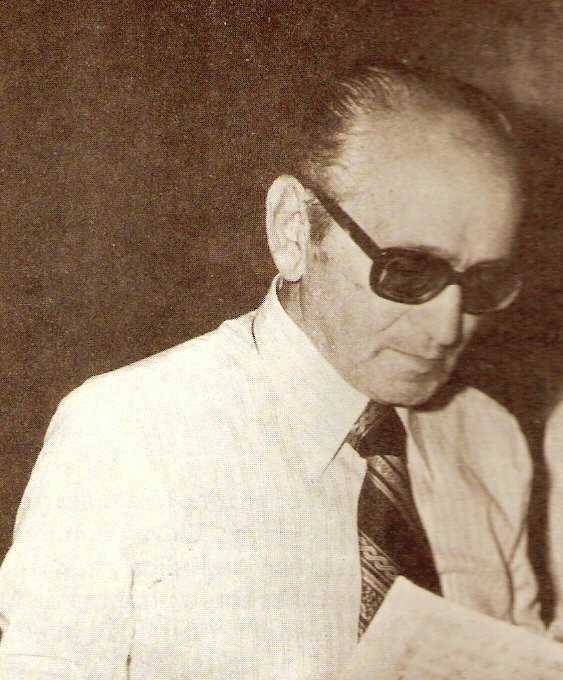
Osvaldo Pugliese.

## Valoración
Si en 1914 Alma de bohemio de Roberto Firpo marcó un hito en el desarrollo del género y por la originalidad de su estructura melódica y por la compleja densidad de su música preanuncia la aparición del tango más elaborado, del tango moderno, puede decirse que una década después Recuerdo 

”es otro punto de inflexión en el desarrollo de la creación tanguera. Para muchos, el mejor tango que hubo, no sólo por sus atractivos estéticos si no también, porque abrió nuevas perspectivas en la composición.” 

## Polémica sobre su autoría
En 1924 el tango se editó mencionando solamente que la música es de Adolfo Pugliese. Recién meses después se editó con la letra de Eduardo Moreno. Algunas opiniones respaldan la autoría de Osvaldo Pugliese y dan explicaciones sobre la firma del tango por su  padre.
Así Luis Adolfo Sierra dice que fue una precaución del editor y del padre de Osvaldo Pugliese, dado la minoría de edad de éste —19 años— en una época en que no estaba todavía legislada específicamente la protección de los derechos intelectuales. (La historia del tango, volumen 14, editorial Corregidor) Coincide el coleccionista Osvaldo Firpo, quien agrega que tiempo después padre e hijo registraron definitivamente el tango en la Sociedad de Aurores a nombre de su creador. También coinciden Roberto Selles, Oscar del Priore e Irene Amuchástegui, que creen que hubo un factor económico: Pugliese se lo cedió al padre que estaba en apuros de esa índole. (Cien tangos fundamentales, de Oscar del Priore e Irene Amuchástegui, editorial Aguilar.) Horacio Ferrer dice que por su estructura, calidad y estilo la obra es de Pugliese y  es irrelevante el motivo por el cual lo registró el padre.

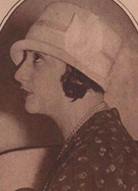
Retrato de Rosa Montemar. Rosa Montemar, primera cancionista que grabó el tango Recuerdos.

Otros opinan diferente. El coleccionista Bruno Cespi rechaza el argumento de la minoridad de Pugliese porque tres partituras anteriores, Primera categoría, Carlitos y El frenopático (1922-1923), fueron editadas a nombre de Osvaldo Pugliese. Concuerda con él Héctor Lucci, quien agrega que también en los discos de las grabaciones de Recuerdo por Julio De Caro (1926), Rosita Montemar (1927), orquesta Bianco-Bachicha (1928), Orquesta Típica Victor, con la voz de Roberto Díaz (1928) y Ricardo Tanturi (1942) figura “A Pugliese” como autor.
Néstor Pinsón, dice que el tango es del hermano, Vicente Salvador Pugliese, violinista a quien llamaban Fito quien tenía mala relación con su padre y un día se fue al sur del país abandonando el pentagrama de su obra. Atribuye la versión a un gran bandoneonista y director cuya identidad preserva, y que coincide con la que da el autor de la letra, Eduardo Moreno.

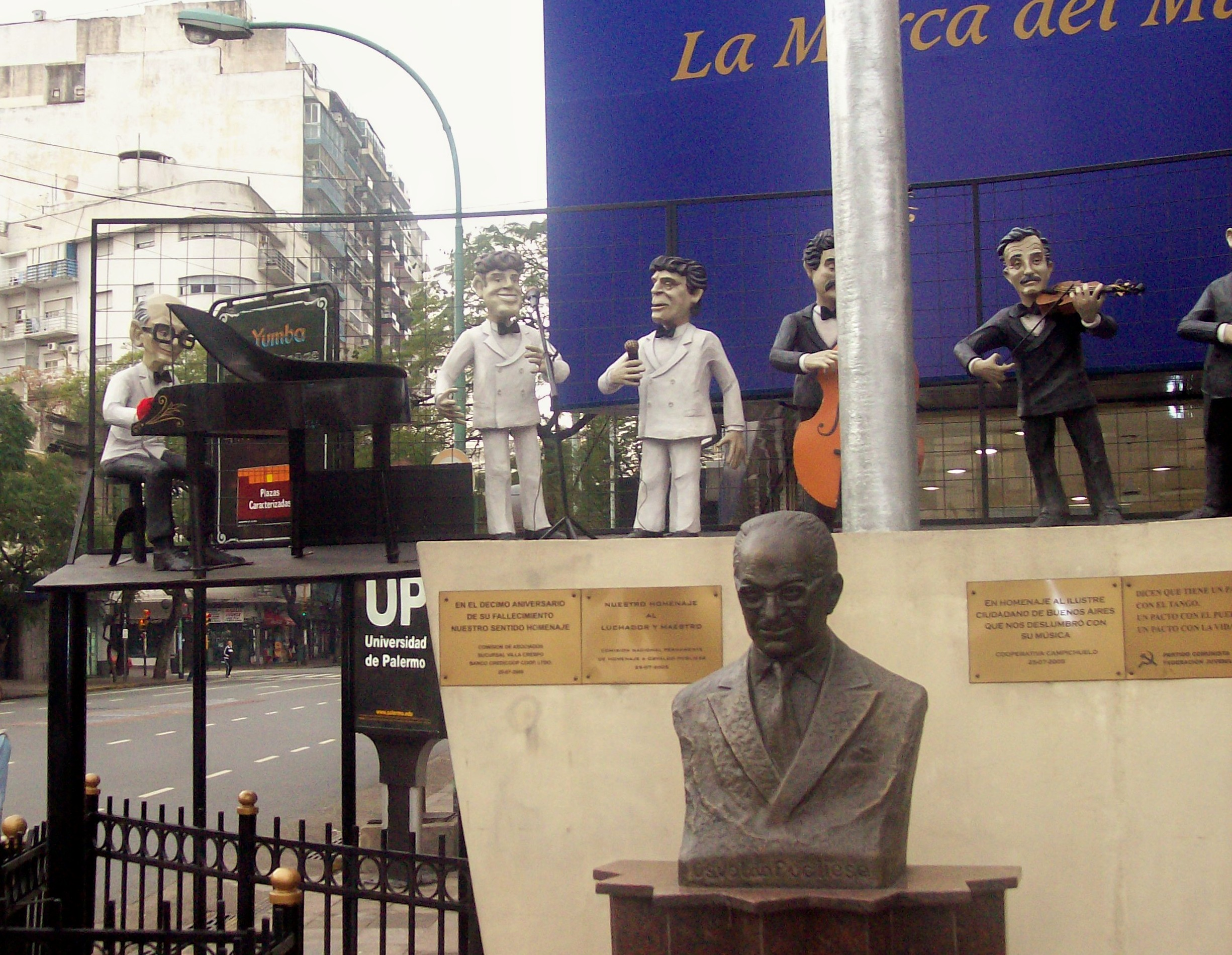
Monumento y Plazoleta a Osvaldo Pugliese, en Villa Crespo, a pocos metros del lugar donde naciera.

Según la misma fuente no individualizada, la famosa variación final, la que le da ese toque magistral a la obra tampoco sería de Osvaldo sino que se trataría de un agregado en ocasión de incorporarse la letra de autoría del bandoneonista Enrique Pollet, El Francés (1901-1973), en colaboración con Eduardo Moreno. 
En la partitura del tango Ausencia de 1931, figura como compositor Osvaldo Pugliese pero con el agregado de A. Pugliese.
El maestro Pugliese explicó en reportajes cómo fue concibiendo la melodía en los viajes del tranvía y que el título que inicialmente fue “Recuerdo para mis amigos” lo acorta al editarlo y le agregó el subtítulo “A mis amigos”, en homenaje a la barra del café La Cueva del Chancho o De la chancha, como le decían los muchachos. También confirmó que se lo dio a su padre para ayudarlo.